# Mankovická lípa
Mankovická lípa je památný solitérní strom lípa malolistá (Tilia cordata), která se nachází u silnice a železniční trati ve vesnici Mankovice v okrese Nový Jičín v nížině Oderská brána v Moravskoslezském kraji a v Horním Slezsku.

## Další informace
Podle údajů z roku 1994:
| Výška stromu:                   | 20 m                                                           |
| Obvod kmene (ve výčetní výšce): | 5,12 m                                                         |
| Výška koruny stromu:            | 16,7 m                                                         |
| Šířka koruny stromu:            | 13,6 m                                                         |
| Ochranné pásmo stromu:          | vyhlášené - kruh o poloměru 16,3 m se středem v ose paty kmene |
| Odhad stáří stromu k roku 2014: | asi 220 let                                                    |
| Datum prvního vyhlášení:        | 7. dubna1994                                                   |

## Galerie

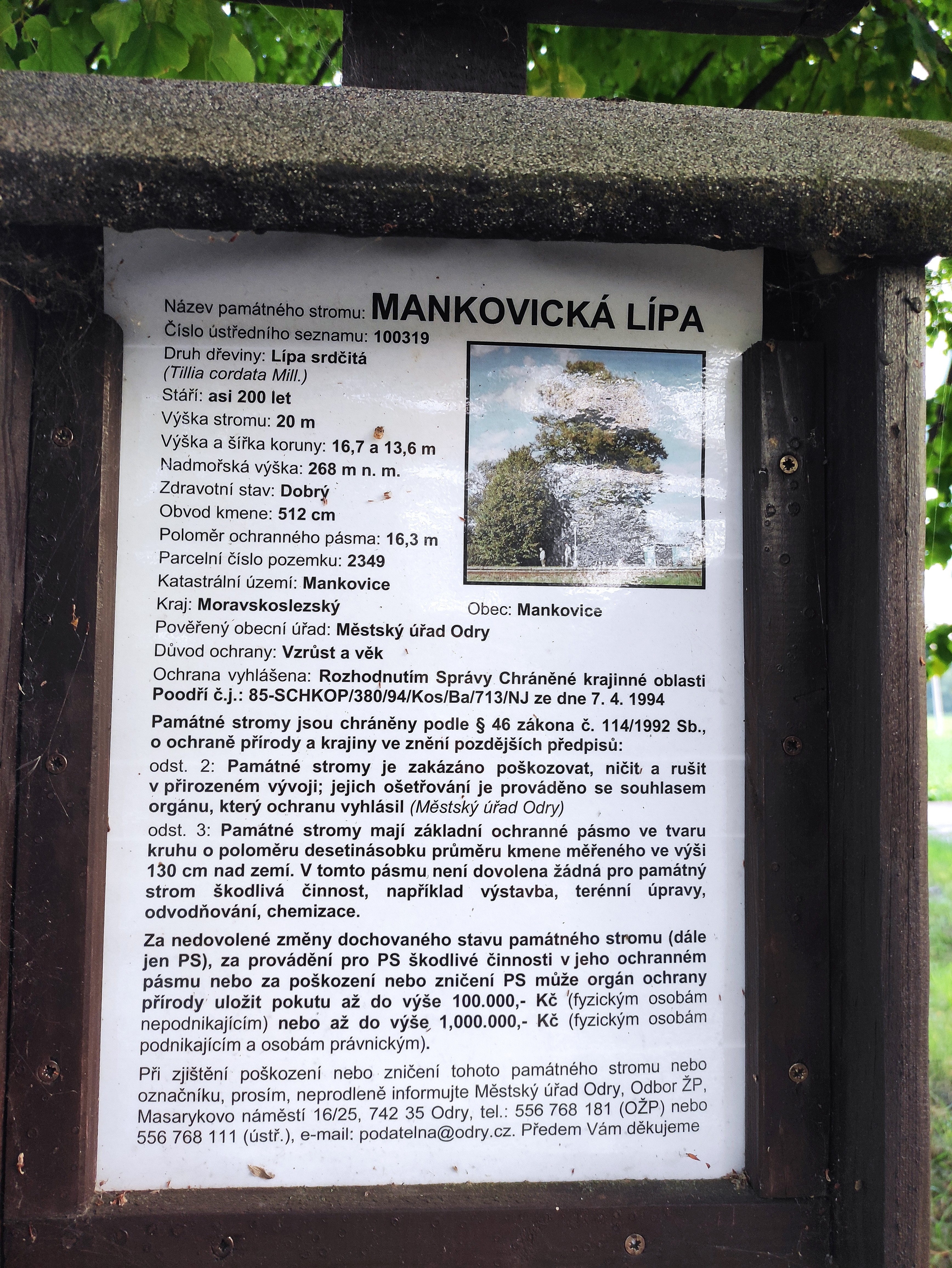
Informační panel u lípy